# Zlatý míč 1991
Zlatý míč, cenu pro nejlepšího fotbalistu Evropy dle mezinárodního panelu sportovních novinářů, v roce 1991 získal francouzský fotbalista Jean-Pierre Papin z Olympique Marseille. Šlo o 36. ročník ankety, organizoval ho časopis France Football a výsledky určili sportovní publicisté z 29 zemí Evropy.

## Pořadí
| Pořadí | Jméno                 | Země          | Klub                    | Body |
| ------ | --------------------- | ------------- | ----------------------- | ---- |
| 1      | Jean-Pierre Papin     | Francie       | Olympique Marseille     | 141  |
| 2      | Lothar Matthäus       | Německo       | Inter Milán             | 42   |
| 2      | Darko Pančev          | Jugoslávie    | CZ Bělehrad             | 42   |
| 2      | Dejan Savićević       | Jugoslávie    | CZ Bělehrad             | 42   |
| 5      | Robert Prosinečki     | Jugoslávie    | CZ Bělehrad Real Madrid | 34   |
| 6      | Gary Lineker          | Anglie        | Tottenham Hotspur       | 33   |
| 7      | Gianluca Vialli       | Itálie        | UC Sampdoria            | 18   |
| 8      | Miodrag Belodedici    | Rumunsko      | CZ Bělehrad             | 15   |
| 9      | Mark Hughes           | Wales         | Manchester United       | 12   |
| 10     | Chris Waddle          | Anglie        | Olympique Marseille     | 11   |
| 11     | Michael Laudrup       | Dánsko        | Barcelona               | 7    |
| 12     | Rudi Völler           | Německo       | AS Řím                  | 5    |
| 13     | Txiki Begiristain     | Španělsko     | Barcelona               | 3    |
| 13     | Stéphane Chapuisat    | Švýcarsko     | Borussia Dortmund       | 3    |
| 13     | Bruno Martini         | Francie       | Auxerre                 | 3    |
| 13     | Paul McGrath          | Irsko         | Aston Villa             | 3    |
| 13     | Dean Saunders         | Wales         | Derby County Liverpool  | 3    |
| 13     | Christo Stoičkov      | Bulharsko     | Barcelona               | 3    |
| 19     | Roberto Mancini       | Itálie        | UC Sampdoria            | 2    |
| 19     | Marco van Basten      | Nizozemsko    | AC Milán                | 2    |
| 21     | Guido Buchwald        | Německo       | VfB Stuttgart           | 1    |
| 21     | Thomas Doll           | Německo       | Hamburger SV Lazio Řím  | 1    |
| 21     | Stefan Effenberg      | Německo       | Bayern Mnichov          | 1    |
| 21     | Ruud Gullit           | Nizozemsko    | AC Milán                | 1    |
| 21     | Gheorghe Hagi         | Rumunsko      | Real Madrid             | 1    |
| 21     | Oleksij Mychajlyčenko | Sovětský svaz | UC Sampdoria Rangers    | 1    |
| 21     | Gary Pallister        | Anglie        | Manchester United       | 1    |
| 21     | Dimitris Saravakos    | Řecko         | Panathinaikos           | 1    |
| 21     | Gianluca Pagliuca     | Itálie        | UC Sampdoria            | 1    |
| 21     | Guy Hellers           | Lucembursko   | Standard Lutych         | 1    |
| 21     | Laurent Blanc         | Francie       | Montpellier HSC Neapol  | 1    |